# Улица Майронё

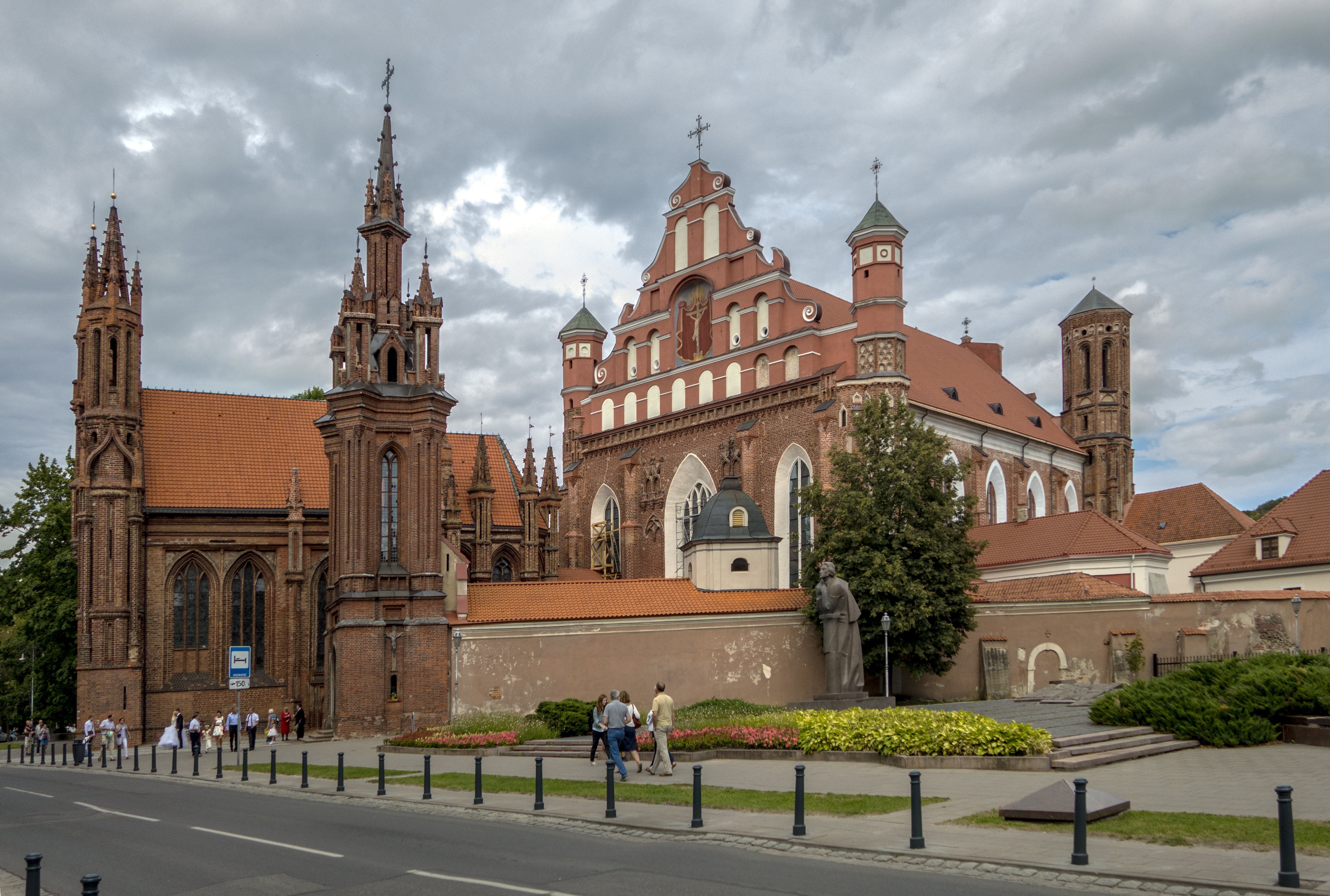
у памятника Мицкевичу и ансамбля костёлов Святой Анны и бернардинского

У́лица Майро́нё (улица Майрониса, лит. Maironio gatvė) — одна из самых старых улиц, расположенных в Старом городе Вильнюса. Начинается от угла улицы Барборос Радвилайтес и парка Серейкишкю (в советское время Сад молодёжи) и ведёт сначала с севера на юг, затем изгибается в юго-восточном направлении и заканчивается перекрёстком с улицей Субачяус. На улице Майронё находятся несколько достопримечательных памятников, памятников архитектуры и истории.

## Название
Раньше она называлась улицей Святой Анны, затем — улицей Тимо (Tymo gatvė). Первоначальное название ей дал костёл св. Анны, каменное здание которого было построено в 1495—1500 годах.
После Второй мировой войны в здании на углу улиц Майронё и Барборос Радвилайтес располагалась редакция коммунистической газеты «Теса» (Tiesa, «Правда»), поэтому в советское время она называлась улицей «Тесы» (Tiesos gatvė).
Современное название дано в 1988 году в честь литовского поэта Майрониса.

## Общая характеристика

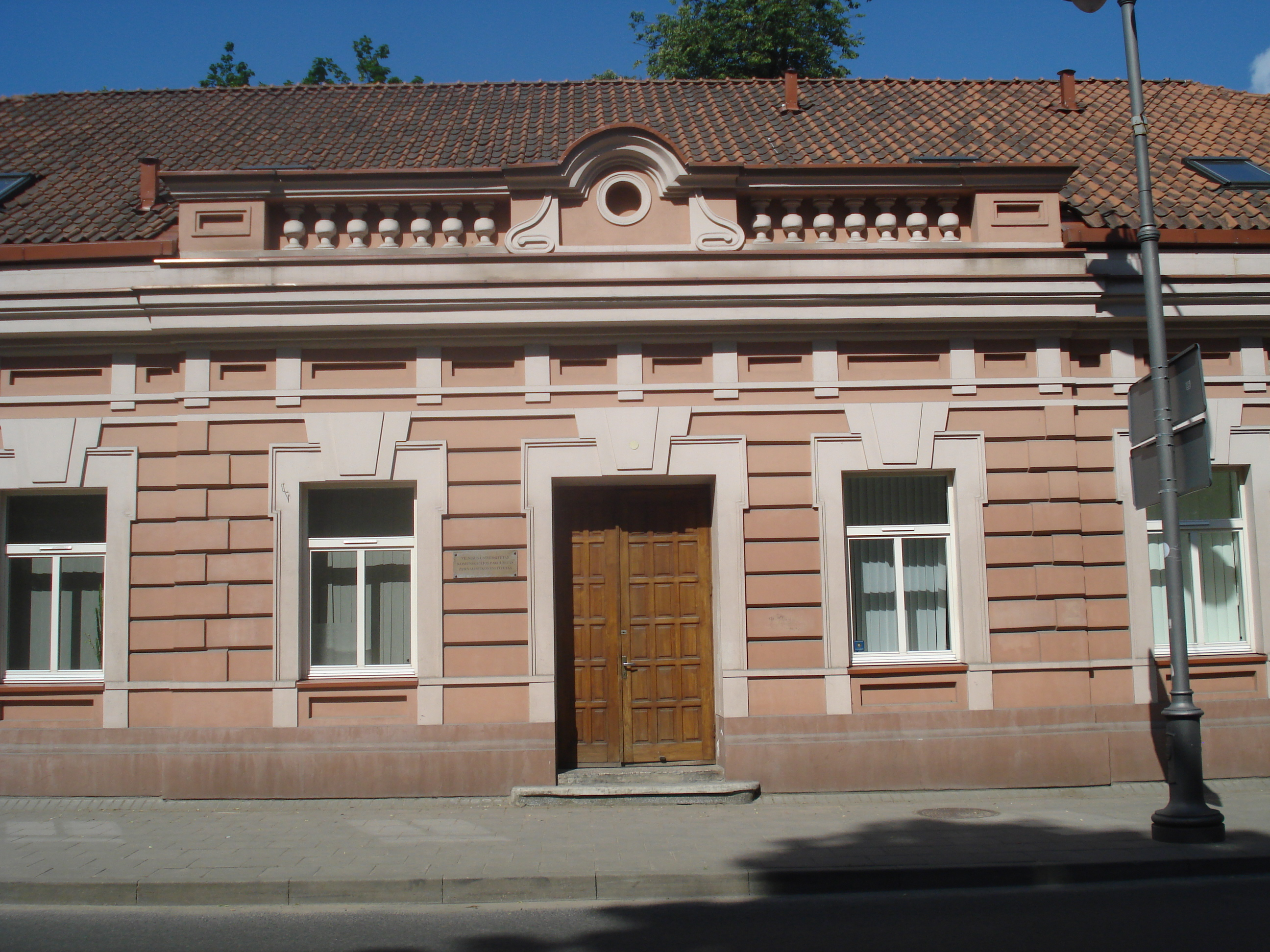
Майронё 7

С нечётной западной стороны на улицу Майронё выходят улицы Швянто Миколо (бывшая улица Й. Билюно), Русу, Ишганитоё, Кудру. С чётной стороны в восточном и юго-восточном направлении отходят улицы Малуну и Ужупё, ведущие в Ужупис, и Аукштайчю.
Длина улицы около 1,2 км. На части улицы имеется велосипедная дорожка (от обзорной площадки на улице Субачяус до улицы Аукштайчю. Нумерация домов достигает 27; начинается от угла улицы Барборос Радвилайтес, по правую западную сторону чётные номера, по левую восточную — нечётные. Часть улицы пролегает вдоль реки Вильни (с восточной стороны).
В первом угловом здании по нечётной стороне, помимо редакции газеты «Теса», располагались редакции газеты «Вальстечю лайкраштис» (Valstiečių laikraštis; «Крестьянская газета») и журналов «Швитурис» (Švyturys; «Маяк») и «Тарибине мотерис» (Tarybinė moteris; «Советская женщина») . К этому зданию примыкает корпус бывшей типографии, основанной в 1805 году и перестроенный в 1965 году, принадлежавший Газетно-журнальному издательству. В 1960-е годы это был самый большой полиграфический комбинат Прибалтики, на котором печатались газеты и журналы Литовской ССР и, с матриц, некоторые центральные газеты..

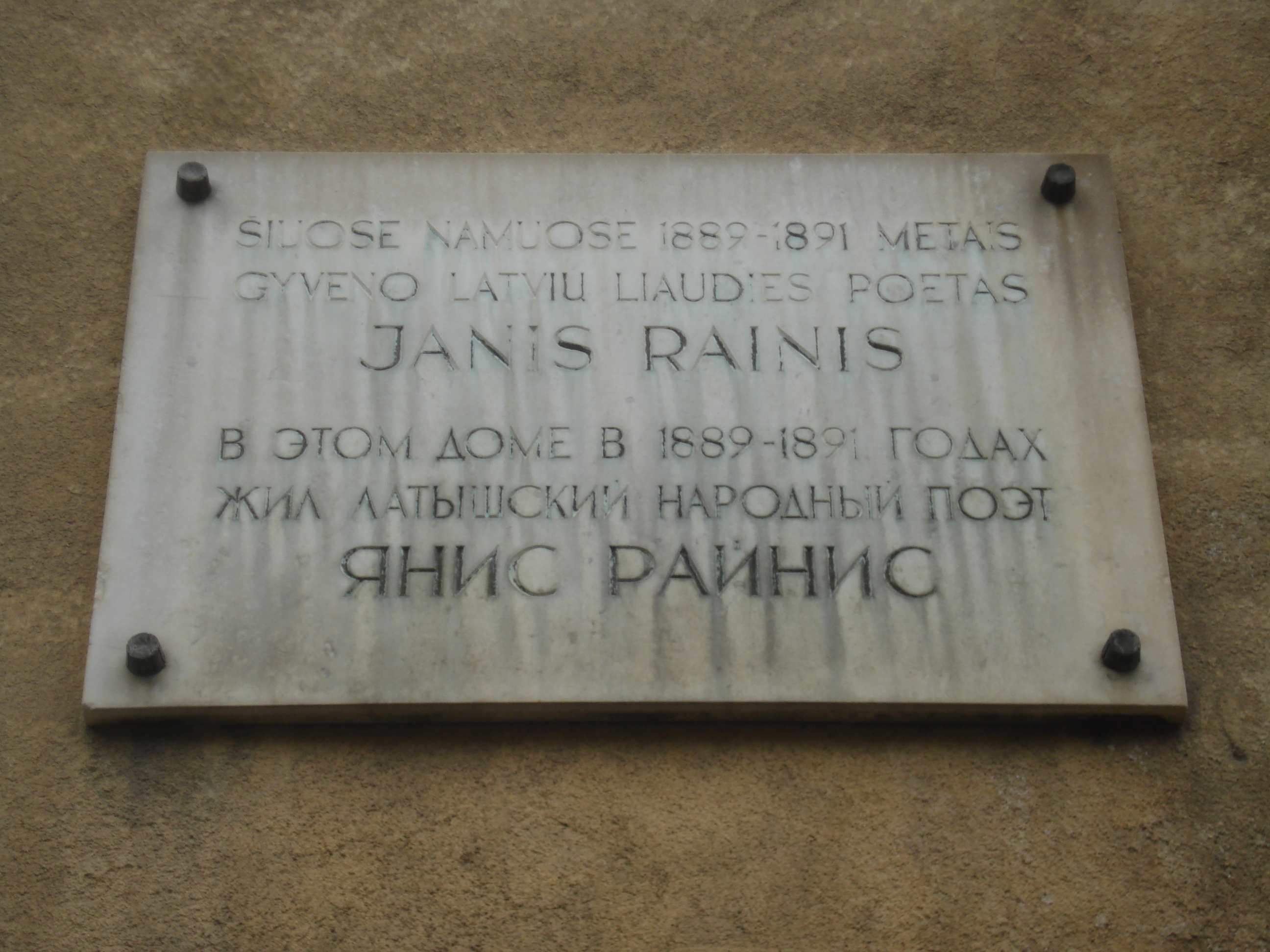
Мемориальная таблица в память о Райнисе

После восстановления независимости Литвы помещения типографии использовались для реализации различных артистических проектов, преимущественно экспериментальных театральных, танцевальных, междисциплинарных и интермедиальных. С 2002 года здесь действует центр современных сценических искусств «Мяну спаустуве» („Menų spaustuvė“, «Типография искусств»)
По этой же нечётной стороне в небольшом одноэтажном здании (Maironio g. 7) располагается Институт журналистики Вильнюсского университета. На углу улиц Й. Билюно и Майронё, с её западной стороны, на улицу выходят стены бывшего монастыря бернардинок.
Под номером 15 по улице Майронё находится трёхэтажный жилой дом, построенный во второй половине XIX века, примечательный тем, что в одной из квартир на третьем этаже жил латышский поэт Райнис. Живя здесь, он служил в Виленском окружном суде и выступал со статьями на юридические темы в газете «Виленский вестник», написал лучшие свои юношеские стихотворения. На фасаде здания в 1960 году была установлена мемориальная плита на литовском и русском языках. 

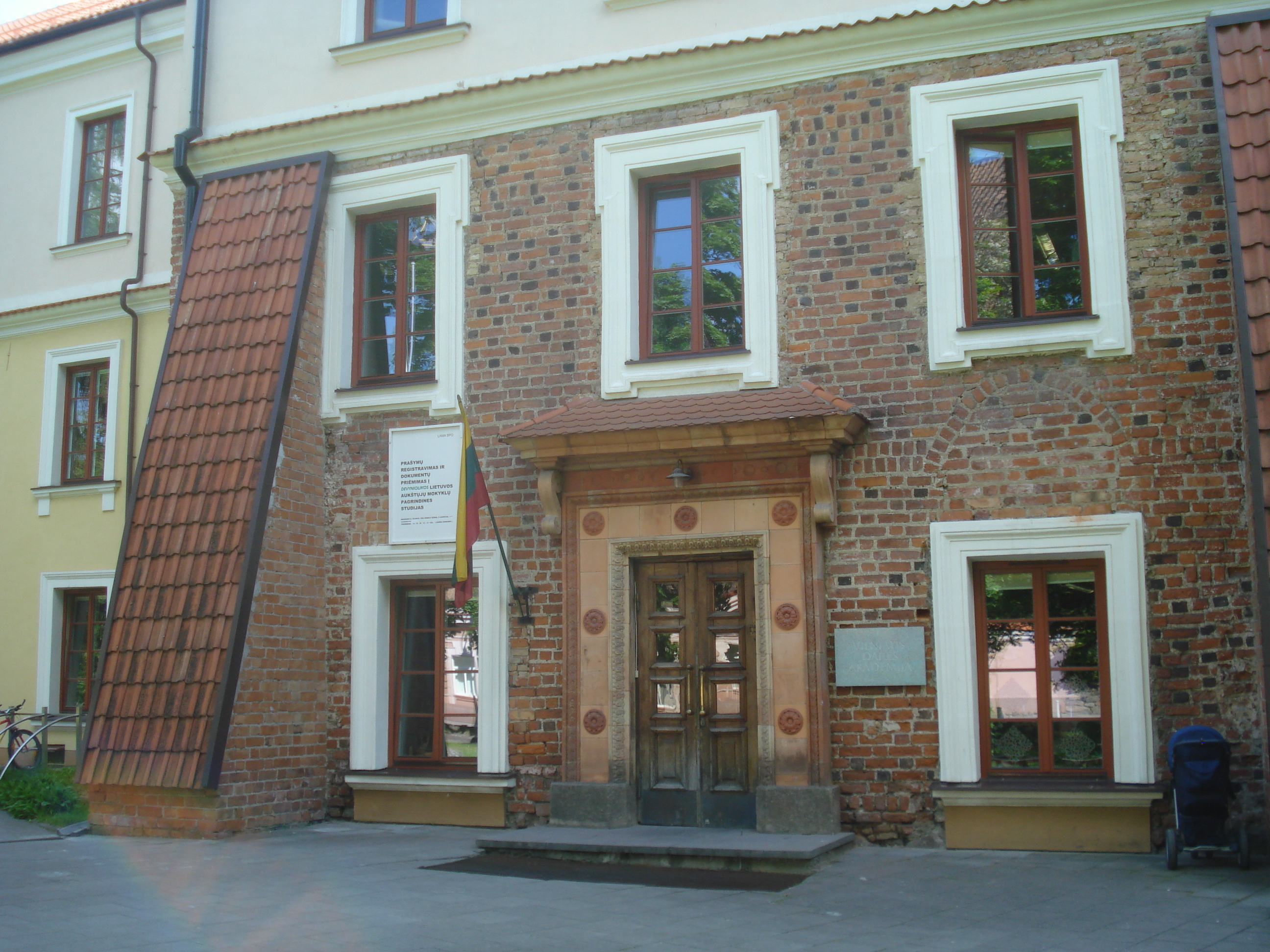
Портал бывшего бернардинского монастыря (ныне Художественной академии). Майронё 6

### Ансамбль костёла Святой Анны и бернардинского монастыря
По чётной стороне улицы Майронё находятся Вильнюсская художественная академия (Maironio g. 6), занимающая часть зданий бывшего бернардинского монастыря.
К зданиям Художественной академии примыкают известный готический костёл Святой Анны (Maironio g. 8), образующий архитектурный ансамбль вместе с бернардинским костёлом и монастырём (Maironio g. 10).

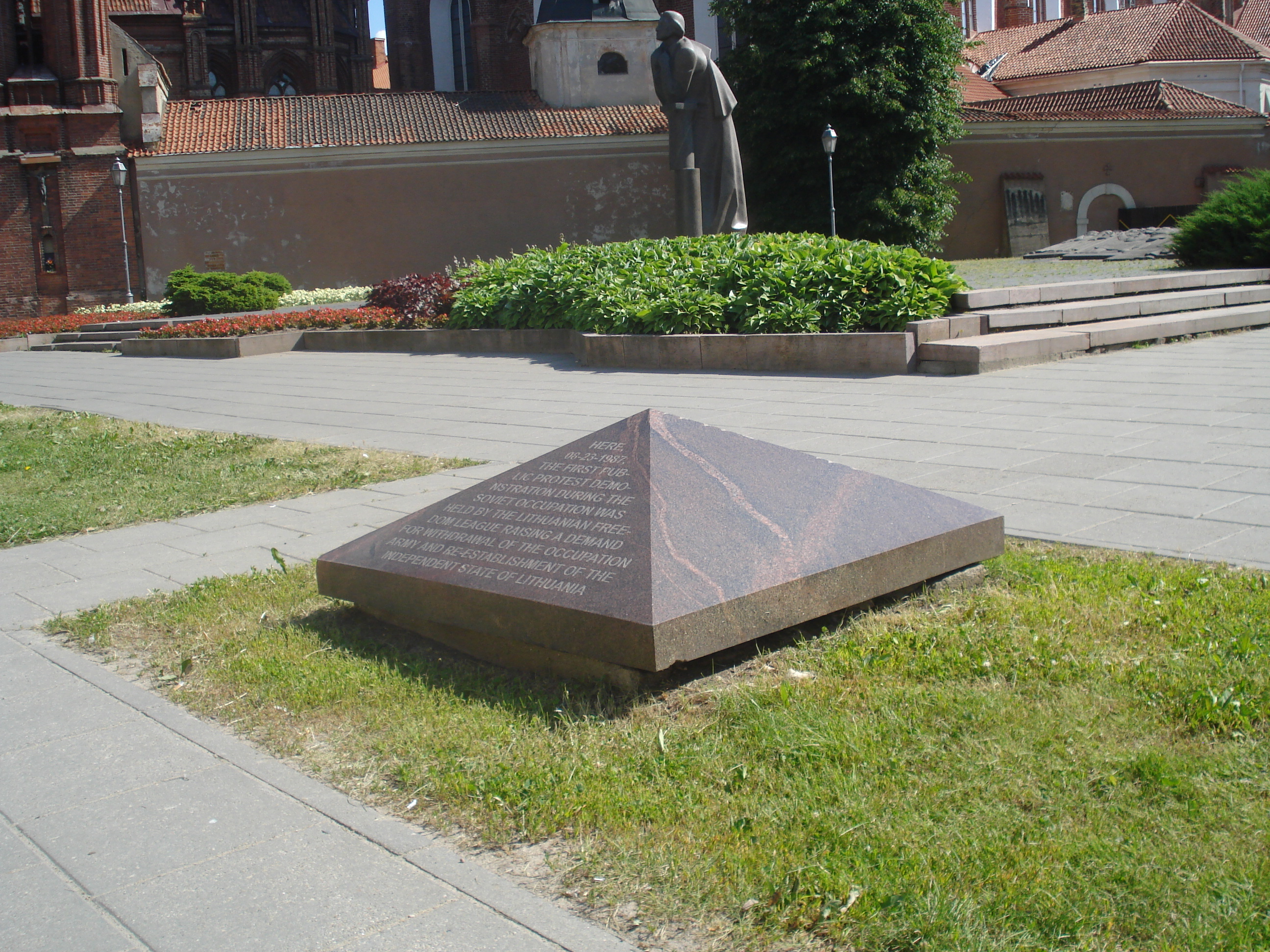
Памятный камень на месте митинга 1987 году

### Памятник Адаму Мицкевичу
К югу от ансамбля костёлов Святой Анны и бернардинцев, недалеко от Вильни, в 1984 году был открыт памятник поэту Адаму Мицкевичу. У памятника в 1987 году прошёл первый митинг, участники которого осудили оккупацию Литвы Советским Союзом и потребовали вывода советских войск и восстановления независимости. Место митинга, организованного Лигой свободой Литвы, отмечено памятным камнем.

### Пречистенский собор

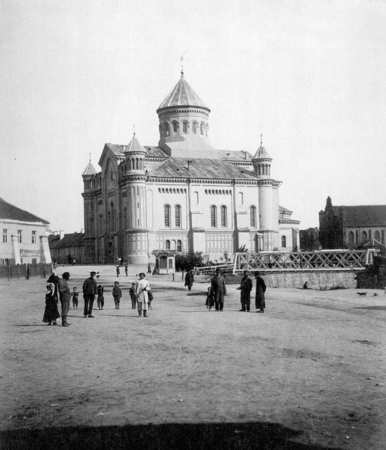
Улица Майронё у Пречистенского собора (1877)

При улице Майронё (Maironio g. 14) располагется один из старейших (второй по древности) православных храмов Вильнюса — Кафедральный собор во имя Успения Пречистой Божией Матери, основанный в XIV веке. Храм  стал кафедральным собором в 1415 году после разделения двух Киевской и Московской митрополий.
В ведении униатов храм в XVII—XVIII веках пришёл в упадок и запустение. В первой четверти XIX века в перестроенном храмовом здании, принадлежавшем императорскому Виленскому университету, размещались анатомический театр, аудитории, ветеринарная клиника со скотолечебным отделением, библиотека.
Храм в нынешнем виде был восстановлен из руин в 1865—1868 годах.